# Satén (vazba pletenin)

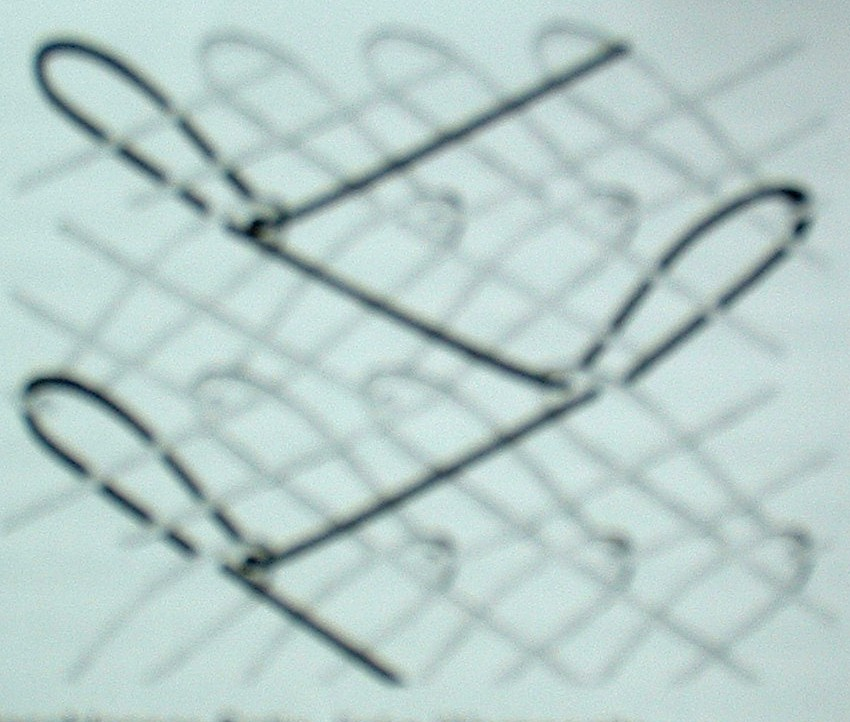
Schéma saténové vazby pletenin

Satén je vazba osnovních pletenin, která vzniká střídavým kladením osnovní nitě na třetí sousední jehlu. Konstrukce vazby je odvozena od trikotu, oproti kterému má satén delší spojovací kličky. (Trikot se klade na první sousední jehlu),
Satén se vyrábí na jednolůžkových osnovních strojích s otevřeným nebo uzavřeným kladením.

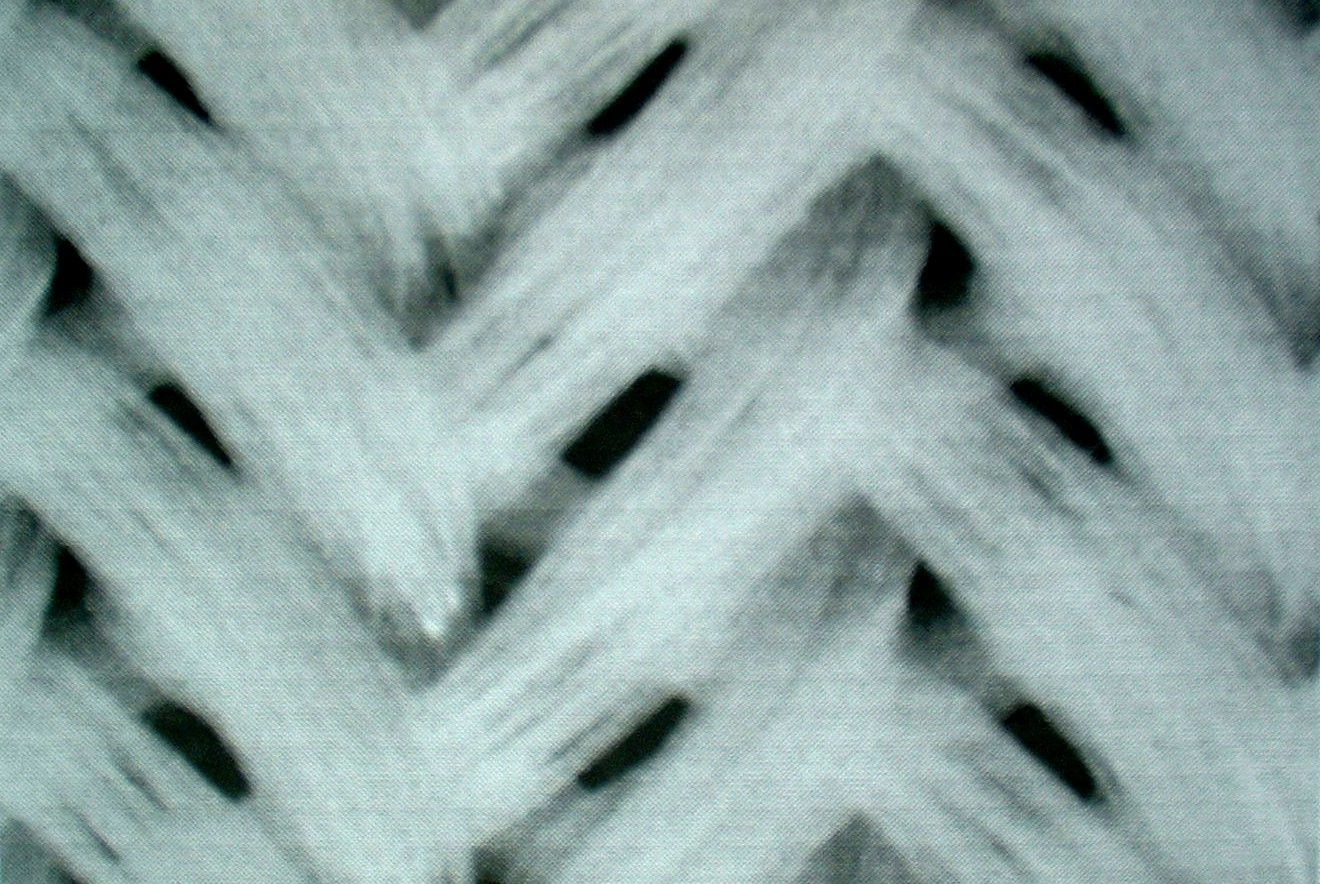
Detail pleteniny s uzavřenou saténovou vazbou

Na strojích se dvěma kladecími přístroji se satén často kombinuje s jinými osnovními vazbami, např. s trikotem. Vzniká tak méně pružná pletenina, používá se např. na košile.
Satén je také  synonym pro  atlasovou vazbu (měkkých bavlněných) tkanin a obchodní označení pro hladké splývavé tkaniny.